# 劳动共产党
劳动共产党（西班牙語：Partido Comunista del Trabajo，缩写为PCT）是多米尼加的一个共产主义政党。该党成立于1980年6月20日，分裂自毛主义政党多米尼加人民运动。该党坚持阿尔巴尼亚劳动党的政治路线，奉行霍查主义。该党是马列主义政党和组织国际会议 (团结和斗争)的成员。
该党通过广泛阵线参与选举。2024年，广泛阵线在多米尼加总统选举和议会选举中，分别获得0.14%和0.33%的选票。
2024年5月30日，该党发表声明，要求美国结束对古巴的经济制裁。